# Maria the Virgin Witch
Maria the Virgin Witch (純潔のマリア?, Junketsu no Maria, lett. "La vergine Maria") – sottotitolato Sorcière de gré, pucelle de force – è un manga scritto e disegnato da Masayuki Ishikawa, serializzato sul good! Afternoon di Kōdansha dal 7 novembre 2008 al 5 luglio 2013. Un adattamento anime, prodotto da Production I.G, è stato trasmesso in Giappone tra l'11 gennaio e il 29 marzo 2015. In Italia i diritti del manga sono stati acquistati da Star Comics, mentre gli episodi dell'anime sono stati trasmessi in streaming da Dynit su Popcorn TV.

## Trama
Ambientata in Francia ai tempi della guerra dei cent'anni, la serie segue le vicende di Maria, una delle streghe più potenti della sua era che aiuta le persone in difficoltà e che, per salvaguardare la pace, manipola le fazioni opposte inviando i suoi succubi ed incubi. Così facendo, Maria si guadagna allo stesso tempo sia l'apprezzamento di numerosi paesani sia l'ostilità della Chiesa, che la considera a tutti gli effetti un'eretica. Siccome però le notizie sul suo conto iniziano a diffondersi, l'arcangelo Michele comincia a tenerla d'occhio, ordinandole di non interferire più negli affari degli umani. Dopo un confronto diretto tra i due, Michele decide allora che Maria rimarrà senza poteri magici se perderà la sua verginità, inviando inoltre l'angelo Ezechiele a supervisionarla per controllare che non faccia più magie in pubblico.

## Personaggi

Maria nell'anime

Maria (マリア?)
Doppiata da: Hisako Kanemoto
La protagonista della serie. È una strega molto potente che odia i conflitti e che per questo motivo si intromette spesso negli affari degli umani. Siccome la sua interferenza mette a repentaglio l'ordine del mondo, il Paradiso la costringe a non utilizzare più la sua magia in pubblico e a non perdere mai la sua verginità, pena la perdita dei suoi poteri.
Artemis (アルテミス?, Arutemisu)
Doppiata da: Yōko Hikasa
Una succuba di Maria che si diverte a prenderla in giro per la sua verginità e mancanza d'esperienza, ma che è anche molto protettiva nei suoi confronti.
Priapos (プリアポス?, Puriaposu)
Doppiata da: Mikako Komatsu
Un incubo di Maria che rimane incompleto poiché la sua padrona non è ben a conoscenza delle parti intime maschili.
Ezechiele (エゼキエル?, Ezekieru)
Doppiata da: Kana Hanazawa
Un angelo mandato dal Cielo per supervisionare Maria ed assicurarsi che non usi più la sua magia in pubblico. Più tardi prende in simpatia Maria e riesce a salvarle la vita nonostante gli ordini di Michele.
Josef (ジョセフ?, Josefu)
Doppiato da: Kenshō Ono
Un giovane ragazzo al servizio di Guillaume che è sotto la protezione di Maria, per la quale si prenderà più tardi una cotta. Anche lui vergine, tenta di supportare la sua benefattrice in ogni modo.
Anne (アン?, An)
Doppiata da: Ai Kakuma
Una bambina che prende in simpatia Maria.
Marthe (マーサ?, Māsa)
Doppiata da: Miyuki Ichijō
La nonna di Anne. È una buona amica di Maria.
Guillaume (ギヨーム?, Giyōmu)
Doppiato da: Bin Shimada
Lo zio di Bernard, nonché il signore di Joseph, il quale decide di seguire il piano di suo nipote per sfruttare Maria a loro vantaggio.
Viv (ビブ?, Bibu)
Doppiata da: Mamiko Noto
Una strega inglese che combatte per chiunque la paghi. Rimasta incuriosita dalle azioni di Maria, tenta di convincerla a perdere la sua verginità.
Michele (ミカエル?, Mikaeru)
Doppiato da: Kikuko Inoue
Il capo degli angeli nel Paradiso. Dopo aver visto l'affetto di Anne e Josef nei confronti di Maria, decide di dare a quest'ultima un'altra possibilità, assegnandole Ezechiele come supervisore.
Edwina (エドウィナ?, Edowina)
Doppiata da: Yumi Uchiyama
Una strega molto timida che fornisce a Maria gli ingredienti per le sue medicine. Usa il suo famiglio a forma di gatto sia come messaggero, sia per comunicare con le altre streghe.

### Personaggi dell'anime
Garfa (ガルファ?, Garufa)
Doppiato da: Yūki Ono
Un mercenario francese che si infuria ogni volta che Maria interferisce nelle sue battaglie, dato che in questo modo non viene pagato. Riceve il compito da Bernard e Guillaume di uccidere Maria nel caso in cui questi continui ad interferire nella guerra contro gli inglesi. Dopo aver ucciso a tradimento Yvain nel corso di una battaglia, perde il braccio sinistro a causa di una cannonata. Essendo stato ritrovato e curato da Bernard, decide di aiutarlo nei suoi piani contro Maria, ricevendo più tardi un braccio metallico e diventando il nuovo leader del suo gruppo di mercenari.
Lolotte (ロロット?, Rorotto)
Doppiata da: Sachiko Kojima
Una prostituta che lavora per il gruppo di mercenari di Yvain. È l'unica ad assistere all'assassinio di Yvain per mano di Garfa, sebbene poi decida di mantenere il segreto.
Yvain (イーヴァン?, Īvan)
Doppiato da: Kenta Miyake
Il leader del gruppo di mercenari a cui appartiene Garfa. Viene assassinato da quest'ultimo nel bel mezzo di una battaglia, subito dopo aver offeso le sue origini moresche ed averlo minacciato di prendersi tutti i suoi averi per un errore da lui commesso.
Bernard (ベルナール?, Berunāru)
Doppiato da: Takahiro Sakurai
Un monaco astuto e senza scrupoli della Chiesa cattolica romana, che inizia a manipolare le azioni di Maria per tornaconto suo e dell'esercito francese.
Gilbert (ジルベール?, Jirubēru)
Doppiato da: Natsuki Hanae
Un monaco novizio della Chiesa cattolica romana che lavora per Bernard.
Cernunnos
Doppiato da: Takaya Hashi
L'antico dio della mitologia celtica la cui influenza, con l'espandersi del cristianesimo, si è molto ridotta, tanto da provare a chiedere a Maria di unirsi a lui.

## Media

### Manga

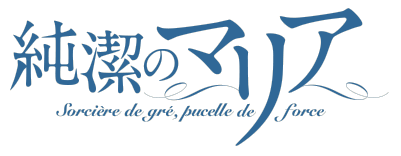
Logo della serie

La serie, scritta e disegnata da Masayuki Ishikawa, è stata serializzata sul good! Afternoon di Kōdansha dal 7 novembre 2008 al 5 luglio 2013. I capitoli sono stati raccolti in tre volumi tankōbon, che sono stati pubblicati tra il 5 febbraio 2010 e il 7 ottobre 2013. In Italia i diritti sono stati acquistati da Star Comics, che ha pubblicato i volumi tra dicembre 2014 e aprile 2015. Un manga spin-off di Masayuki Ishikawa, intitolato Junketsu no Maria exhibition (純潔のマリア exhibition?), è stato serializzato sempre sul good! Afternoon dal 7 luglio al 6 dicembre 2014. Un unico volume tankōbon è stato pubblicato il 7 gennaio 2015.

#### Volumi
| Maria the Virgin Witch (3 volumi)       |                 |                        |                  |                        |
| 1                                       | 5 febbraio 2010 | ISBN 978-4-06-310622-0 | 18 dicembre 2014 | ISBN 978-88-6920-146-2 |
| 2                                       | 7 ottobre 2011  | ISBN 978-4-06-310782-1 | 19 febbraio 2015 | ISBN 978-88-6920-200-1 |
| 3                                       | 7 ottobre 2013  | ISBN 978-4-06-387924-7 | 16 aprile 2015   | ISBN 978-88-6920-257-5 |
| Junketsu no Maria exhibition (1 volume) |                 |                        |                  |                        |
| 1                                       | 7 gennaio 2015  | ISBN 978-4-06-388028-1 | —                | —                      |

### Anime
La serie televisiva anime, prodotta da Production I.G e diretta da Gorō Taniguchi, è andata in onda dall'11 gennaio al 29 marzo 2015. Le sigle di apertura e chiusura sono rispettivamente Philosophy of Dear World di ZAQ e ailes di True. In Italia la serie è stata trasmessa in streaming, in contemporanea col Giappone, da Dynit su Popcorn TV a partire dal 14 gennaio 2015. In Australia e Nuova Zelanda, invece, i diritti sono stati acquistati da Madman Entertainment, mentre in America del Nord la serie è stata concessa in licenza a Funimation, che a partire dal 22 marzo 2015 ha iniziato a trasmettere anche una versione doppiata in inglese.

#### Episodi
| LIBER | Titolo italiano Giapponese 「Kanji」 - Rōmaji                                                           | In onda          | In onda |
| LIBER | Titolo italiano Giapponese 「Kanji」 - Rōmaji                                                           | Giapponese       |         |
| I     | La vergine inviolata 「VIRGO INTACTA 完全なる乙女」 - Kanzen'naru otome                                 | 11 gennaio 2015  |         |
| II    | Affrontare il mondo 「CONTRA MUNDUM 世界に対す」 - Sekai ni taisu                                       | 18 gennaio 2015  |         |
| III   | Non con le armi, ma con la fede 「FIDE, NON ARMIS 武器でなく信仰で」 - Bukidenaku shinkō de             | 25 gennaio 2015  |         |
| IV    | Ricordati che devi morire 「MEMENTO MORI 死を思え」 - Shi o omoe                                        | 1º febbraio 2015 |         |
| V     | Coraggio e giudizio 「SAPERE AUDE 勇気を、分別を、」 - Yūki o, funbetsu o,                              | 8 febbraio 2015  |         |
| VI    | Sotto la rosa 「SUB ROSA 薔薇の下で」 - Bara no shita de                                                | 15 febbraio 2015 |         |
| VII   | La guerra nutre se stessa 「BELLUM SE IPSUM ALET 戦争は戦争を食う」 - Sensō wa sensō o kuu              | 22 febbraio 2015 |         |
| VIII  | L'uomo è un lupo per l'uomo 「LUPUS EST HOMO HOMINI 人は、人にとって狼」 - Hito wa, hito ni totte ōkami | 1º marzo 2015    |         |
| IX    | Con un grano di sale 「CUM GRANO SALIS 一つまみの塩を」 - Hito-tsumami no shio o                        | 8 marzo 2015     |         |
| X     | Odio e amo 「ODI ET AMO 我憎み、我愛す」 - Ware nikumi, ware aisu                                       | 15 marzo 2015    |         |
| XI    | Se vuoi essere amato, ama 「SI VIS AMARI, AMA 愛を望むなら愛せ」 - Ai o nozomu nara aise                | 22 marzo 2015    |         |
| XII   | L'amore conquista ogni cosa 「OMNIA VINCIT AMOR 愛は全てに勝つ」 - Ai wa subete ni katsu                | 29 marzo 2015    |         |